# Zygmunt Rajski
Zygmunt Rajski (ur. ok. 1910, zm. ?) – polski narciarz klasyczny, wicemistrz Polski w biegu sztafetowym, uczestnik Mistrzostw Świata 1929 i trzech mistrzostw Polski w skokach, gdzie najwyższą pozycją była piąta w 1930.

## Przebieg kariery

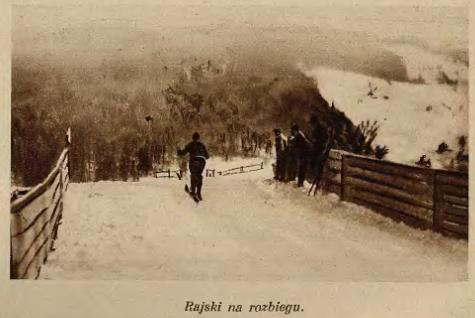
Na rozbiegu skoczni podczas Mistrzostw Krynicy, gdzie stanął na podium

Na marcowych Mistrzostwach Polski w skokach 1928 w Zakopanem zajął dziesiąte miejsce. W zawodach kombinacji norweskiej był czternasty. 31 grudnia zajął piąte miejsce w konkursie otwarcia skoczni w Nowym Targu.
W styczniu 1929 wystąpił w mistrzostwach Krynicy – był piąty w biegu na 18 km, trzeci w otwartym konkursie skoków i drugi w kombinacji norweskiej. Przez dziennikarzy został uznany za „rewelację sezonu”. Na Memoriale Zbigniewa Wóycickiego zajął dziesiąte miejsce w biegu na 18 km i drugie w kombinacji. Na mistrzostwach Zakopanego był ponownie dziesiąty w biegu, piąty w klasie trzeciej skoków i piąty w kombinacji norweskiej. W konkursach mistrzostw Nowego Targu rozegranych w dniach 2-3 lutego był drugi w biegu na 12 km, zwyciężył dwubój i był drugi w skokach.

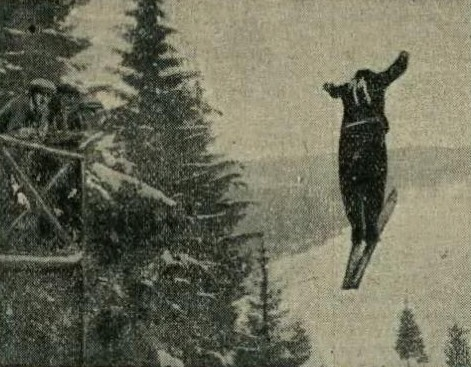
Podczas skoku na Mistrzostwach Nowego Targu w 1929

Wystąpił na Mistrzostwach Świata w Narciarstwie Klasycznym 1929 w Zakopanem, odbywających się w dniach 5-9 lutego. W kombinacji norweskiej zajął 32. miejsce, a ósme wśród Polaków. W biegu na 18 km był 39. W skokach natomiast zajął 29. pozycję po skokach na 43 m i 42 m Dało mu to szóstą lokatę w mistrzostwach Polski.
12 lutego zajął dziesiąte miejsce w zwyciężonym przez Sigmunda Ruuda międzynarodowym konkursie skoków w Krynicy. Podczas mistrzostw narciarskich Lwowa był czwarty w biegu na 18 km i w kombinacji norweskiej. W mistrzostwach Jordanowa był drugi. 24 marca w konkursie skoków TS Wisły zajął trzecie miejsce.
W grudniu zdobył srebrny medal w mistrzostwach Polski w sztafetach. W styczniu 1930 w konkursie skoków TS Wisły był drugi, a w kolejnej edycji memoriału Wóycickiego zajął 19. miejsce w biegu. Na mistrzostwach Podhala zajął trzynaste miejsce w skokach i drugie w kombinacji norweskiej. Zwyciężył także zawody w Nowym Targu, a 9 lutego w Pucharze Nowego Targu stanął na najwyższym stopniu podium podczas konkursu skoków w Kowańcu, wygrywając też w biegu na 15 km. W Mistrzostwach Polski 1930 po skokach na 43 m i 45 m zajął piąte miejsce. W kombinacji uplasował się na trzynastej pozycji. Zwyciężył też konkursy mistrzostw Jordanowa w kombinacji i skokach. W marcu odbyły się międzynarodowe zawody w Zakopanem, gdzie zajął dziewiątą lokatę w skokach indywidualnych i drugą w drużynowych.
W kwietniu 1930 podczas treningu oddawał swój 173. skok w sezonie. Stracił nartę w locie i upadł; złamał nogę. Po wypadku nie powrócił do dużych zawodów sportowych.

## Mistrzostwa świata w narciarstwie klasycznym

### Mistrzostwa świata w skokach
| Miejsce | Dzień    | Rok  | Miejscowość | Skocznia       | Punkt K | Konkurs | Skok 1 | Skok 2 | Nota      | Strata   | Zwycięzca    |
| ------- | -------- | ---- | ----------- | -------------- | ------- | ------- | ------ | ------ | --------- | -------- | ------------ |
| 29.     | 5 lutego | 1929 | Zakopane    | Wielka Krokiew | K-55    | ind.    | 43,0 m | 42,0 m | 171,9 pkt | 55,3 pkt | Sigmund Ruud |

### Mistrzostwa świata w kombinacji norweskiej
| Miejsce | Dzień    | Rok  | Miejscowość | Konkurs      | Nota      | Strata    | Zwycięzca        |
| ------- | -------- | ---- | ----------- | ------------ | --------- | --------- | ---------------- |
| 32.     | 5 lutego | 1929 | Zakopane    | K-55 / 18 km | 319,5 pkt | 132,6 pkt | Hans Vinjarengen |

### Mistrzostwa świata w biegach narciarskich
| Miejsce | Dzień    | Rok  | Miejscowość | Konkurs                 | Czas    | Strata | Zwycięzca     |
| ------- | -------- | ---- | ----------- | ----------------------- | ------- | ------ | ------------- |
| 39.     | 7 lutego | 1929 | Zakopane    | 17 km stylem klasycznym | 1:56.03 | 36.00  | Veli Saarinen |

## Mistrzostwa Polski w narciarstwie klasycznym
- Mistrzostwa Polski w kombinacji norweskiej – 14. miejsce w 1928, 8. miejsce w 1929, 13. miejsce w 1930
- Mistrzostwa Polski w biegach narciarskich – srebrny medal w biegu sztafetowym w 1929

### Mistrzostwa Polski w skokach
| Miejsce | Dzień     | Rok  | Miejscowość | Skocznia       | Punkt K | Konkurs | Skok 1 | Skok 2 | Nota       | Strata   | Zwycięzca         |
| ------- | --------- | ---- | ----------- | -------------- | ------- | ------- | ------ | ------ | ---------- | -------- | ----------------- |
| 10.     | 18 marca  | 1928 | Zakopane    | Wielka Krokiew | K-55    | ind.    | ?      | ?      | ?          | ?        | Bronisław Czech   |
| 6.      | 10 lutego | 1929 | Zakopane    | Wielka Krokiew | K-55    | ind.    | 43,0 m | 42,0 m | 171,9 pkt  | 36,8 pkt | Bronisław Czech   |
| 5.      | 16 lutego | 1930 | Zakopane    | Wielka Krokiew | K-55    | ind.    | 43,0 m | 45,0 m | 14,958 pkt | 1,7 pkt  | Franciszek Cukier |